# Sulislavský jazykový ostrov
Sulislavský jazykový ostrov (nebo také stříbrský jazykový ostrov, sulislavský národnostní ostrov, pro svou malou rozlohu často označovaný také jako ostrůvek) byla českojazyčná enkláva v západních Čechách u Stříbra. Jejím centrem byla obec Sulislav. 

## Historie
Sulislavský ostrov byl pozůstatkem mnohem rozsáhlejší českého osídlení na Stříbrsku. Na konci 18. století byly českojazyčné tyto obce: Sulislav, Sytná, Butov, Svinná, Vranov, Těchlovice, Otročín, Milíkov a Vrbice. Česká menšina žila i v samotném centru oblasti, ve městě Stříbře, kde se i na konci 19. století kázalo v kostele česky. Postupem času se čeština udržela pouze v Sulislavi, Svinné a Vranově a dále také v Butově a Sytnu, přičemž pouze v Sulislavi měli Češi většinu a také převahu v obecním zastupitelstvu. 80. léta 19. století přinesla zostřené národnostní různice mezi Čechy a Němci. Velkým příspěvkem k zachování českého rázu ostrůvku bylo otevření českých škol v Sulislavi a Vranově Ústřední maticí školskou v roce 1882 (i když vranovská fungovala jen pět let). Výraznou postavou českého národního života byl v té době sulislavský starosta Adam Králenec, jenž má v Sulislavi pomník.
Český ostrůvek zanikl po roce 1938, kdy se celé Stříbrsko, sulislavský ostrůvek nevyjímaje, stalo součástí třetí říše. Většina českých obyvatel, kteří se nepřihlásili k německé národnosti, byla nucena se vystěhovat do protektorátu. Po odsunu Němců po skončení druhé světové války se mohli čeští obyvatelé vrátit.
Mapováním lidové kultury ostrůvku se zabývala Marie Ulčová s Oldřichem Blechou.

## Nářečí
Území sulislavského ostrůvku patří do oblasti jihozápadočeských nářečí. V mluvě sulislavských Čechů, jak zjistil dialektologický výzkum provedený po druhé světové válce u původních obyvatel území, se dochovaly starobylé zvláštnosti, kterými se začleňuje do pásu okrajových nářečí, kam patří nářečí manětínské a chodské. Příkladem místního nářečí může být promluva starého rolníka z Vranova Pilvouska-Tůmy zachycená Josefem Reslem ve sborníku Plzeňsko – list pro vlastivědu západních Čech: „Also, pane hučiteli, já jsem škála, já nepovolím, at Jemci dělají, co chtějí.“ Sulislavský ostrůvek je dobře patrný v mapové aplikaci Českého národního korpusu Mapka, kde je zúplna obklopen oblastí českého pohraničí, tedy oblastí bez tradičního nářeční zázemí.

## Obce
- Sulislav
- Svinná
- Vranov
- Butov
- Sytno